# 1526 Міккелі
1526 Міккелі (1526 Mikkeli) — астероїд головного поясу, відкритий 7 жовтня 1939 року.
Тіссеранів параметр щодо Юпітера — 3,550.